# Maison Thonet (Budapest)
Pour les articles homonymes, voir Maison Thonet.
La Maison Thonet (en hongrois : Thonet-ház) est un immeuble d'habitation situé dans le 5e arrondissement de Budapest. L'édifice se situe dans le quartier de Belváros, à l'angle de Váci utca et Aranykéz utca. Il a été construit en style Sécession hongroise entre 1888 et 1890 par les fils de Michael Thonet.

## Galerie

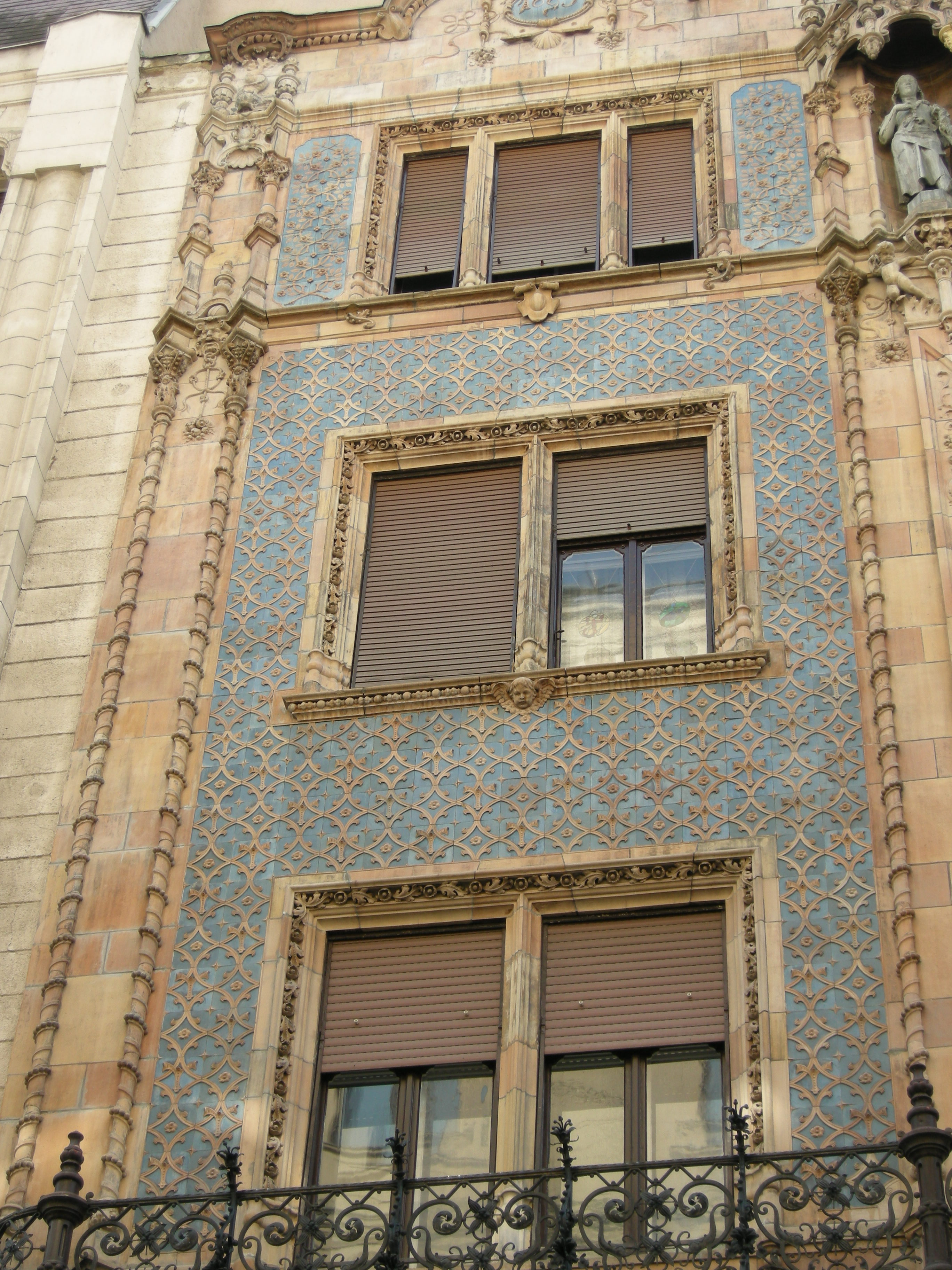
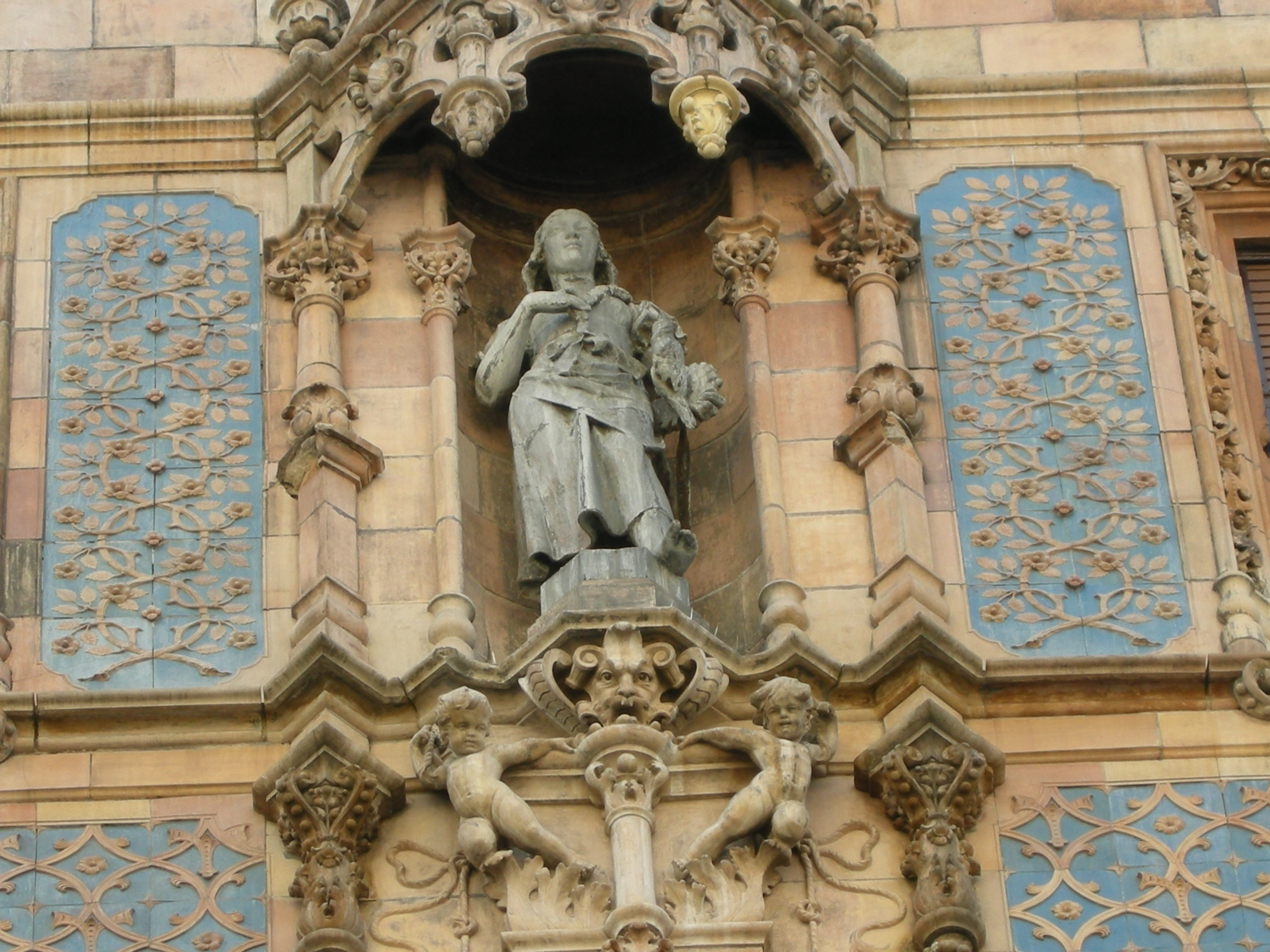
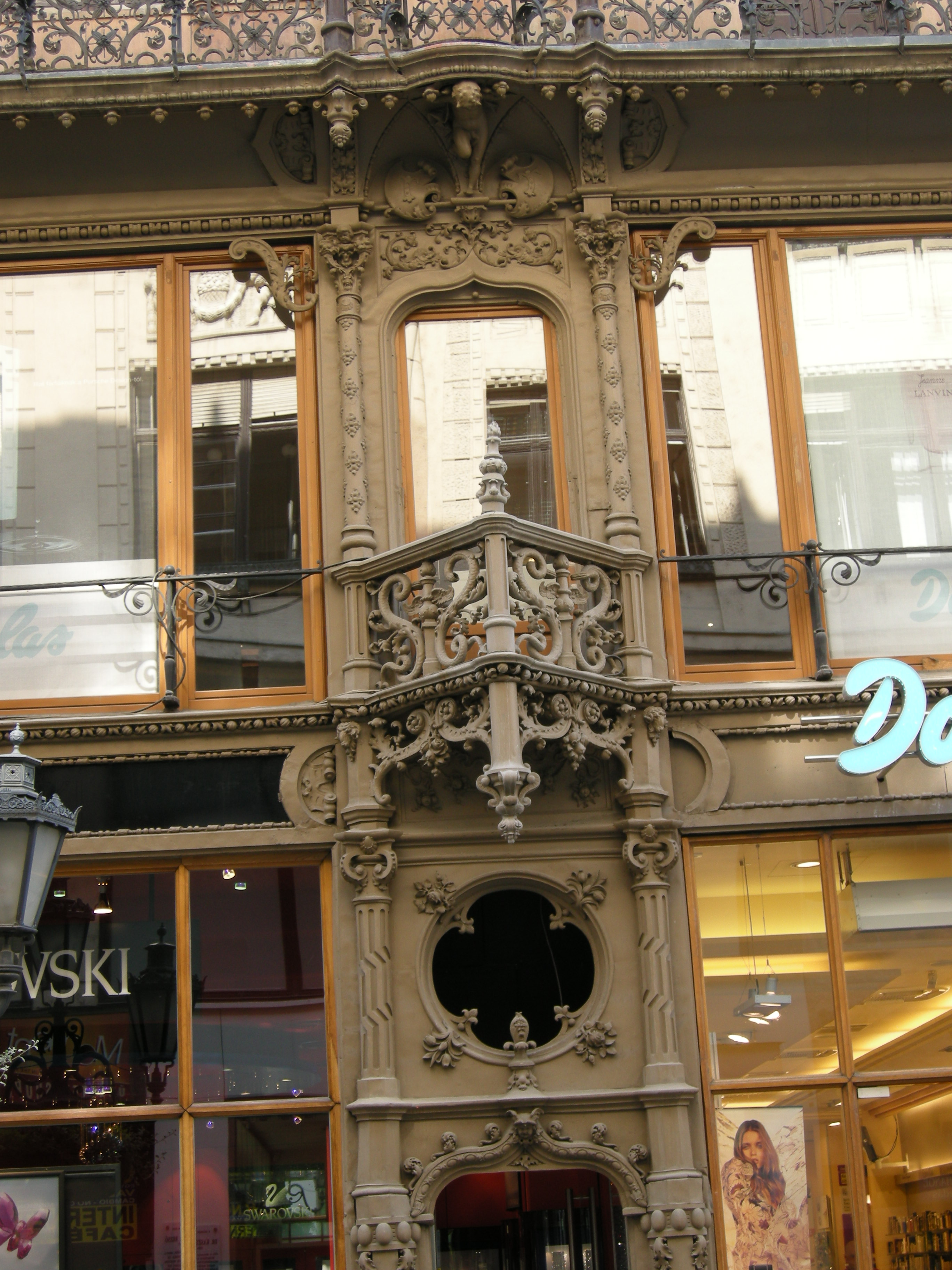
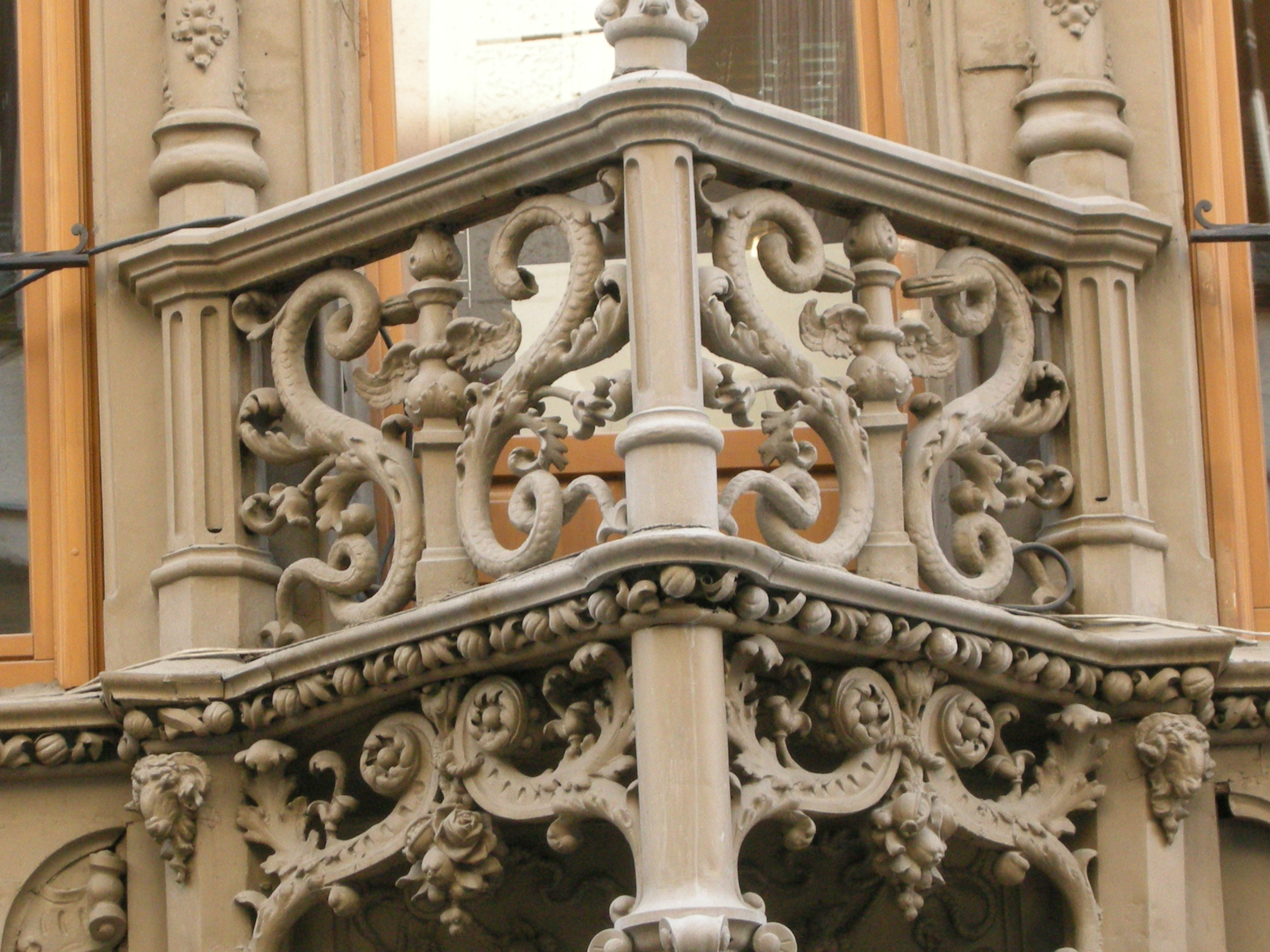
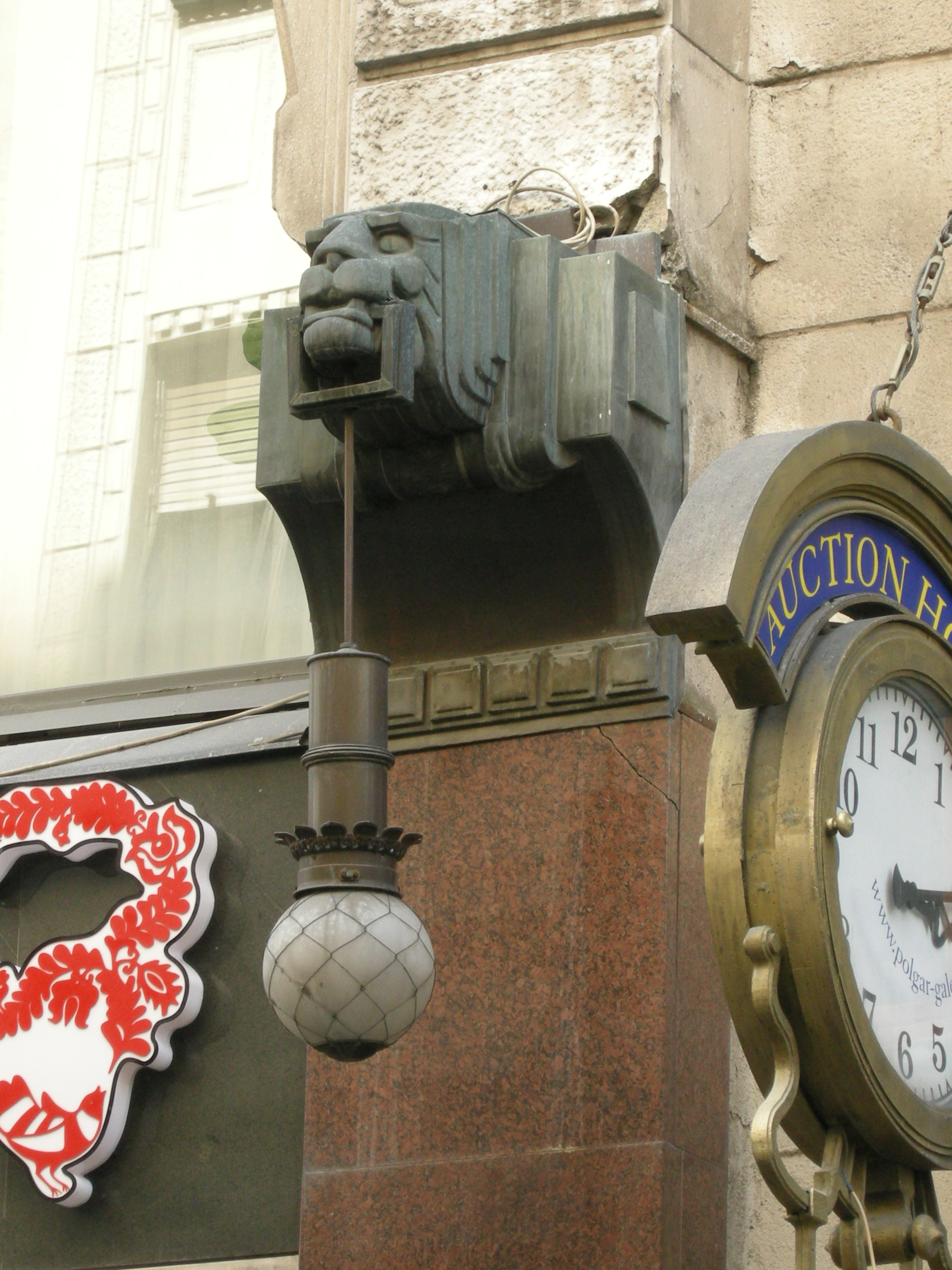
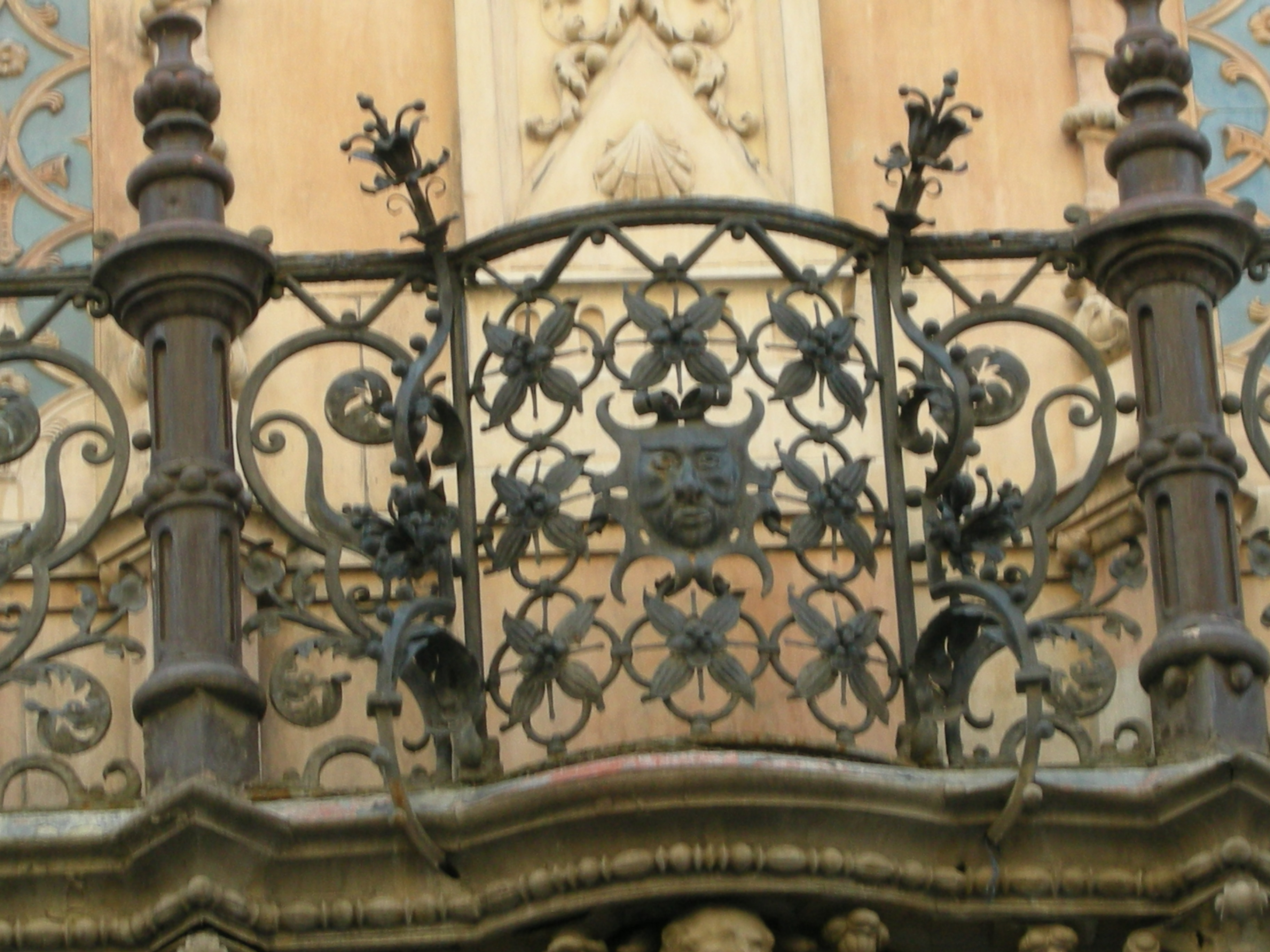